# Trainz
Trainz ist eine von der australischen Firma N3V Games (ursprünglich Auran) entwickelte Eisenbahnsimulation für Microsoft Windows, später auch für Mac OS X, welche mit dem Microsoft Train Simulator vergleichbar ist. Während die schlicht Trainz genannte Urversion sowie das später erschienene Ultimate Trainz Collection (UTC) noch als virtuelle Modellbahn entworfen waren, lässt sich mit dem aktuelleren Trainz Railroad Simulator (TRS) bzw. Trainz Simulator (TS) der komplette Eisenbahnbetriebsablauf simulieren.

## Versionsüberblick
- Trainz (2001)
- Ultimate Trainz Collection (UTC) (2002)
- Trainz Railroad Simulator 2004 (TRS/TRS2004)
- Trainz Railroad Simulator 2006 (TRS2006) – international
- Protrain Perfect (PTP) – deutsche Version von TRS2006 mit deutschen Strecken
- Trainz 2007 (Neue deutsche Version von TRS2006)
- Trainz Driver Edition
- Trainz Simulator 2009: World Builder Edition (TS2009)
- Trainz Simulator 2010: Engineers Edition (TS2010)
- ProTrain Perfect 2 (PTP2) – reduzierte Version von TS2010 mit deutschen Strecken
- Trainz Simulator 12 (TS12)
- Trainz a new Era (TANE)

## Trainz und UTC
In Trainz und UTC steuern einfache Signale den Betriebsablauf. Der Spieler kann den Zug mit einem Drehschalter (ähnlich dem am Trafo einer Modellbahn) oder mit den im Führerstand befindlichen Steuerelementen steuern. Außerdem lassen sich die Züge in den Autopilot-Modus versetzen, in dem der PC die Kontrolle übernimmt. Es ist möglich, die Führerstandsansicht, eine Verfolgeransicht, die Ansicht von festgelegten Kamerapositionen entlang der Strecke oder auch eine frei im Gelände steuerbare Ansicht zu wählen.
Der Editor (Surveyor) als wichtiges Element des Programms in allen Versionen ist bereits seit der Urversion vorhanden. Mit ihm lassen sich neue Anlagen (auch Maps genannt) erstellen oder bereits vorhandene modifizieren.
Mit UTC wurden die ersten Szenarien eingeführt, bei denen der Spieler eine konkrete Aufgabe erhält.

## Trainz Railroad Simulator 2004
TRS bedeutete einen Sprung von der Modellbahnsimulation zur Eisenbahnsimulation. Selbst komplexe Betriebsabläufe lassen sich mit TRS simulieren.

### Service Packs
Die Service Packs (SP) erweitern das ursprüngliche TRS um neue Funktionen, beseitigen Bugs und verbessern die Performance. Teilweise – je nach Rechner – kommt es jedoch bei neuen Service Packs auch zu Verschlechterungen der Performance. Sämtliche Service Packs werden von N3V Games kostenlos zur Verfügung gestellt.
Es sind vier Service Packs für TRS 2004 erschienen:
- Service Pack 1
Das erste Service Pack fügt dem Spiel eine neue Fahrphysik für Dampflokomotiven hinzu.
- Service Pack 2
Seit dem Service Pack 2 ist der Transport von Passagieren möglich. Auch einige Script-Funktionen kamen hinzu. Insbesondere in der deutschen Version des Service Pack 2 traten jedoch einige schwere Fehler auf.
- Service Pack 3
Mit dem Service Pack 3 wurden einige Bugs entfernt und die Performance verbessert.
- Service Pack 4
Das letzte Service Pack sollte die noch übriggebliebenen Fehler aus dem dritten Service Pack beheben.

### Aufbau
TRS gliedert sich in die Abschnitte: Fahrer-Spiele, Szenarien, Editor und Betriebswerk.
Im Abschnitt Fahrer-Spiele lassen sich sogenannte Sessions ausführen. Diese bestehen aus einer Map mitsamt den dort platzierten Objekten, auf der Map aufgestellten Zügen und Session-Regeln (s. TrainzScript), die das Spiel steuern. Zu beachten ist, dass die Züge nicht zur Map gehören, sondern sich auf Session-Ebene befinden, d. h. sie werden nicht mit der Map gespeichert.
Szenarien sind noch ein Relikt aus den Zeiten von UTC und sollen nach Planung von Auran bald nicht mehr unterstützt werden. Stattdessen sollen Entwickler sie mit Sessions realisieren. Der Menüpunkt „Szenarien“ ist auch in Trainz 2010 noch vorhanden, jedoch können mittlerweile keine neuen Szenarien mehr erstellt werden.
Mit dem Editor (Surveyor) lassen sich sowohl Maps als auch Sessions erstellen und bearbeiten. Er ist recht benutzerfreundlich gehalten (WYSIWYG), sodass sich schnell erste Maps erstellen lassen. Für realistisch aussehende Gleisverläufe und Landschaften sind allerdings Hilfsmittel und viel Erfahrung nötig.
Das Betriebswerk dient zur Ansicht der installierten Loks, Triebwagen und Waggons. Diese lassen sich als Favoriten klassifizieren, sodass man im Editor schneller sein bevorzugtes Material findet.

### TrainzScript
Eine der wichtigsten Neuerungen in TRS ist die Einführung der Scriptsprache TrainzScript, mit der sich die Möglichkeit zur Simulation komplexer Betriebsabläufe ergaben.
Die Sprache ist objektorientiert und ihre Syntax ist ähnlich der von Java oder C++. Eine große Zahl von Klassen ist bereits vorhanden, diese bieten Funktionen, um den Spielablauf zu beeinflussen.
Die meisten Objekte des Spiels können ein Script erhalten und von diesem gesteuert werden oder andere Objekte beeinflussen. Signale beispielsweise sind automatisch – selbst, wenn ihnen vom Ersteller kein Script zugewiesen wurde – von der Klasse Signal. Hat der Entwickler ihnen ein Script und damit auch eine Klasse zugewiesen, so muss letztere von der Klasse Signal erben.
Scripte werden ebenfalls zur Entwicklung von Szenarien verwendet. Allerdings gibt es für Benutzer, die sich mit der Scriptsprache nicht auseinandersetzen können oder wollen, auch ein von Trainz-Benutzern entwickeltes Tool (Scenario Creation System), mit dem sich ohne Programmierkenntnisse Szenarien erstellen lassen. Wie bereits erwähnt plant der Entwickler des Spiels jedoch, Szenarien abzuschaffen und durch Sessions mit gleicher Funktionalität zu ersetzen.
Für Sessions gibt es daher seit TRS die Möglichkeit, sogenannte Regeln (Session-Rules) zu erstellen. Dabei handelt es sich um Scripte, die die gesamte Session steuern können oder auch nur einzelne Bereiche, wie das Wetter. Die Rules können der Session im Editor hinzugefügt werden. Innerhalb der Session ergibt sich eine Baumstruktur von Rules, d. h. einer Rule können weitere untergeordnet werden, die nur unter bestimmten Bedingungen ausgeführt werden. So kann man elementare Rules selber wieder als Teil einer Programmiersprache auffassen.
Eine weitere Möglichkeit zur Einbindung von Scripten sind die DriverCommands. Dabei handelt es sich um Befehle, die man den Computer-Lokführern erteilen kann. Diese führen sie nach dem Start der Session aus. So gibt es Befehle, um zum Beispiel zu einem markierten Punkt auf der Strecke zu fahren oder Güter in den Zug zu laden.

### Industrien
Industrien sind eine weitere wichtige Neuerung in TRS. Diese sind auf einer Karte (Map) platzierbar und erzeugen bzw. verbrauchen Güter, die von den Zügen geliefert oder abgeholt werden. Die Güter, die von einer Industrie erzeugt werden, können wiederum von einer anderen verbraucht werden. Beispielsweise benötigt ein Kraftwerk Kohle, welche von einem Kohlebergwerk (Mine) gefördert wird. Dieses wiederum benötigt Diesel für seine Fahrzeuge. Diesel kann vom Hafen zum Kohlebergwerk geliefert werden.
Eine Spezialform von Industrien sind seit TRS SP2 Bahnhöfe, an denen Passagiere ein- und aussteigen können.

### Download Station
Bereits seit SP3 für das alte Trainz existiert eine von N3V Games betriebene Download Station als zentraler Sammelpunkt für von Trainz-Benutzern erstellte Objekte. Jeder registrierte Trainz-Benutzer erhält eine User-ID und kann kostenlos Objekte von der Download Station herunterladen oder seine eigenen Objekte dort veröffentlichen.
Die Download Station bietet eine komfortable Suchfunktion. So lassen sich Objekte nach ihrem Namen, ihrer ID, dem Benutzernamen des Erstellers oder einem Begriff in der Objektbeschreibung suchen und anzeigen. Seit dem TRS 2006 enthält Trainz einen sogenannten Content-Manager, mit dem der User seine lokalen Inhalte verwalten kann. Dieser ermöglicht auch, auf der Download-Station Objekte zu suchen und herunterzuladen, ohne dabei einen Internet-Browser geöffnet zu haben.
Ein großer Nachteil der Download Station ist die Downloadgeschwindigkeit. Diese ist auf wenige Kilobytes pro Sekunde beschränkt. Durch den Kauf eines First-Class-Tickets kann ein Benutzer jedoch für eine begrenzte Zeit mit höherer Geschwindigkeit herunterladen. Einige Benutzer veröffentlichen ihre Objekte wegen dieser Beschränkung nicht auf der Download-Station, sondern nur auf einem eigenen Server. Dies führt zwar zu schnelleren Downloads, allerdings auch dazu, dass das Objekt schwieriger zu finden ist, insbesondere wenn es für eine Map benötigt wird, und schränkt unter Umständen die Verfügbarkeit des Objektes ein.
Mit der im Frühjahr 2005 auf der Computer Bild Spiele (CBS) erschienenen Vollversion von TRS 2004 kann nicht auf die Download Station zugegriffen werden, da Käufer der Zeitschrift keine Seriennummer erhalten. Hat man jedoch TRS bereits im Handel erworben und dadurch eine Seriennummer erhalten, lässt sie sich auch mit der Vollversion der CBS verwenden.

### Erstellen von neuen Objekten
Schon in die Urversion von Trainz ließen sich eigene Objekte einbinden. Mit Trainz SP3 und der Download Station ist dies wesentlich vereinfacht worden.
Jeder Benutzer kann mit den Programmen GMax, Blender oder 3D Studio Max sowie dem entsprechenden Plug-in eigene 3D-Objekte für Trainz erstellen und exportieren. Nach dem Anlegen einer Konfigurationsdatei, die Trainz, die Art des Objektes und einige Eigenschaften mitteilt, sind diese in Trainz verfügbar.
Von Trainz-Benutzern erstellte Objekte sind aus der Trainz-Welt nicht mehr wegzudenken. Ohne sie wäre das Programm wohl nicht annähernd so beliebt. Dies gilt gerade auch für deutschsprachige Benutzer, da Objekte aus deutschsprachigen Ländern fast ausschließlich von Trainz-Benutzern entwickelt werden.
Auch Scripte von Trainz-Benutzern (z. B. die Rules) steuern wesentlich zum Spiel bei.

## Trainz Railroad Simulator 2006/ProTrain Perfect/TRS 2007
Ende August 2005 wurde Trainz Railroad Simulator 2006 fertiggestellt und wird in verschiedenen Ländern verkauft. In Deutschland wird er von Blue Sky Interactive (BSI), die vor allem mit ihren unter dem Label ProTrain erschienenen Add-ons für den MSTS bekannt ist, zusammen mit NBG unter dem Namen ProTrain Perfect vertrieben. Trotz des unterschiedlichen Namens und Designs handelt es sich im Prinzip um das gleiche Programm, nur in deutscher Sprache.
Mit der Veröffentlichung der ersten Service Packs für TRS2006 ist dies jedoch nicht mehr generell der Fall. Add-ons bzw. Objekte, die für TRS2006 mit Service Pack entwickelt wurden, haben in ihrer Konfigurationsdatei eventuell einen Eintrag, der eine höhere Versionsnummer als die von PTP verlangt. Blue Sky Interactive sieht PTP als eigenständiges Produkt an, das unabhängig von Trainz existiert:

„Wir haben nie gesagt das PTP und Trainz absolut gleich sind. Das wurde von anderen in einem anderen Forum ohne unser wollen festgelegt. […] PTP war tatsächlich mal in einem Meeting mit Auran als Runtime angedacht da sich die Produktion von ADD ONs zum TRS 2004 aufgrund der durchaus dürftigen Verkaufszahlen nicht gelohnt hätte. […] Was Auran nun mit seinem TRS 2006 macht ist deren Ding und beinhaltet für uns keinerlei Verpflichtungen. Wenn dir keine Inkompatibilitäten aufgefallen sind um so besser. Wenn da welche wären würden wir dem nicht entgegen wirken. Du hast völlig recht, wir bauen tatsächlich nicht im Einklang der Baurichtlinien von Auran, sondern wir gehen unseren eigenen Weg.“

Durch diese Umstände bedingt arbeitet Blue Sky Interactive auch nicht an einer Umsetzung der Service Packs von Auran für PTP. Weitere Zusatzfunktionen will BSI nur über seine Add-ons mit der in TRS2006/PTP integrierten Skriptsprache realisieren. Diese Planungen sorgten in weiten Teilen der Benutzergemeinde von TRS2006 und PTP für Befremden und Kritik.
Alle Add-Ons von BSI sind nur mit PTP bzw. TRS2006 ohne Service Pack lauffähig. Wer TRS2006 mit Service Pack oder TRS2007 besitzt, kann PTP-Add-Ons nicht nutzen, da BSI jedem Objekt ein Skript eingebaut hat, welches die Trainz-Version abfragt. Ist diese nicht gleich der PTP-Version, können die Objekte nicht benutzt werden, da sie Skriptfehler anzeigen, welche aufgrund unterschiedlicher Versionsnummern verursacht werden. Durch diese Versionsabfrage schließt BSI gezielt Trainz-Benutzer aus, die lieber TRS2006 mit Service Pack oder TRS2007 anstelle von PTP benutzen möchten. Ein Programm namens Trainz-Switcher täuscht bei der Scriptabfrage der BSI-Add-Ons eine PTP-Plattform vor und ermöglicht somit deren Nutzung unter TRS. Allerdings funktioniert dieser Switcher nur bei den PTP Add-Ons 1, 2, 3 u. 6. Neuere Add-Ons enthalten eine neue Versionsabfrage, so dass der Switcher diese Abfrage nicht überlisten kann. Was genau abgefragt wird, ist momentan unklar.
Ende Juni 2007 erschien eine offizielle deutsche Version von Trainz Railroad Simulator 2006 inklusive Servicepack 1. Der Name der Version ist Trainz Railroad Simulator 2007, sie wird von Halycon vertrieben und ist in Zusammenarbeit mit Auran entstanden.

## Trainz Driver Edition
Im August 2006 wurde die TDE(Trainz Driver Edition) veröffentlicht, welche eine abgespeckte Version von TRS 2006/7/8 darstellt, in der Editor, Content-Manager Plus (CMP) und Download Station (DLS) fehlen.

## Trainz Simulator 2009
Weihnachten 2008 kam eine neue Version von Trainz in den Handel. Zielgruppe der World Builder Edition genannten Version sind Nutzer, die Objekte oder Maps für Trainz erstellen. Die Ansprüche an die Grafikkarte steigen, wenn man die neuen Möglichkeiten der realistischeren Oberflächen verwenden will. Im Frühjahr 2009 sollte ursprünglich die Engineers Edition folgen, die sich an Leute richtet, die sich besonders für die Steuerung der Züge interessieren. Der Erscheinungstermin verzögerte sich jedoch bis zum Herbst 2009. Letztendlich erschien die Engineers Edition unter dem Namen Trainz Simulator 2010.
Neben spielerischen Verbesserungen besteht durch Änderungen an der Jet-Engine in der neuen Version u. a. das Boden-Raster aus Quadraten mit fünf statt zehn Metern Kantenlänge, was detailliertere Landschaftsgestaltung erlaubt.

## Trainz Simulator 2010
Der Trainz Simulator 2010: Engineers Edition erschien in der englischsprachigen Version im November 2009. Zu den neuen Features gehört die Verwendung der Entwicklungsumgebung SpeedTree für realistischere Vegetation. Weitere Neuheiten sind u. a. anpassbare Menüs, Unterstützung von unterschiedlichem Aussehen von Objekten je nach Jahreszeit und ein Ebenenmodell für den Editor, das die Zuordnung von Objekten zu Ebenen sowie das Ein- und Ausblenden von diesen Ebenen ermöglicht. So kann etwa für eine Session eine bestimmte Ebene der Landschaft sichtbar und andere unsichtbar geschaltet werden, um verschiedene Zustände (z. B. Jahrzehnte) derselben Karte darstellen zu können. Die deutsche Version ist am 10. Juni 2010 erschienen.

## ProTrain Perfect 2
ProTrain Perfect 2 erschien am 25. November 2010 in Zusammenarbeit zwischen N3V Games, Blue Sky Interactive und Halycon Media. Ursprünglich sollte PTP2 auf TRS2007 basieren. Volker Rieck, Geschäftsführer von Halycon Media gab im N3V-Forum bekannt, dass man eine andere Version benutzt und dass sich deshalb die Erscheinung von PTP2 um einen Monat verschiebt. Im Forum von BlueSky Interactive heißt es, dass PTP2 auf Trainz 2010 basiert.
Bisher sind siebzehn Add-ons mit deutschen Strecken, elf Aufgabenpacks für PTP2 und dreizehn Themen-Addons (TEE, BR110, BR151, BR182, BR120, BR440, Eurobahn Vol. 1, Highspeed – An Bord des ICE, Nahverkehr Vol. 1–4, München-Nürnberg Express) erschienen.

## Trainz Simulator 12
Im April 2011 erschien die internationale Version des Trainz Simulator 12. Größte Neuerung ist hierbei der enthaltene Mehrspieler-Modus. Daneben fanden viele Änderungen an der Benutzeroberfläche statt, so kann man nun nahezu stufenlos aus der 3D-Ansicht in die Kartensicht zoomen oder auch Funktionen nutzen, die vorher nur via Konfigurations-Parameter erreichbar waren. Die deutsche Version ist in Zusammenarbeit zwischen N3V Games und Halycon am 6. Dezember 2011 erschienen.

## Trainz für iPad und Macintosh
Nachdem N3V Games am 4. Dezember 2010 Trainz iPad veröffentlicht hat, kündigte das Unternehmen am 11. Februar 2011 eine Macintosh-Version ihres Simulators an.